# Seznam ministrů pošt Československa
Toto je seznam ministrů pošt Československa, který obsahuje chronologický přehled všech členů vlád Československa působících v tomto úřadu (včetně ministrů zasedajících v těchto vládách pod odvozenými oficiálními názvy rezortu, jako ministr pošt a telegrafů, ministr spojů apod.).

## Ministři pošt první československé republiky 1918–1938
| Pořadí |  | Jméno            | Fotografie | Strana      | Vláda | Funkční období                        | Poznámky                              |
| ------ |  | ---------------- | ---------- | ----------- | --- | ------------------------------------- | ------------------------------------- |
| 1.     |  | Jiří Stříbrný    |            | ČSS         | vláda K. Kramáře | 14. listopadu 1918 – 8. července 1919 | Ministr pošt a telegrafů              |
| 2.     |  | František Staněk |            | agrár. str. | 1. vláda V. Tusara 2. vláda V. Tusara                                                                                     | 8. července 1919 – 15. září 1920      | Ministr pošt a telegrafů              |
| 3.     |  | Maxmilián Fatka  |            | nestraník   | 1. vláda J. Černého | 15. září 1920 – 26. září 1921         | Ministr pošt a telegrafů              |
| 4.     |  | Antonín Srba     |            | ČSSD        | vláda E. Beneše | 26. září 1921 – 7. října 1922         | Ministr pošt a telegrafů              |
| 5.     |  | Alois Tučný      |            | ČSS         | 1. vláda A. Švehly | 7. října 1922 – 18. února 1924        | Ministr pošt a telegrafů              |
| 6.     |  | Emil Franke      |            | ČSNS        | 1. vláda A. Švehly | 18. února 1924 – 9. prosince 1925     | Správce ministerstva pošt a telegrafů |
| 7.     |  | Jan Šrámek       |            | ČSL         | 2. vláda A. Švehly | 9. prosince 1925 – 18. března 1926    | Ministr pošt a telegrafů              |
| 8.     |  | Maxmilián Fatka  |            | nestraník   | 2. vláda J. Černého | 18. března 1926 – 12. října 1926      | Ministr pošt a telegrafů              |
| 9.     |  | František Nosek  |            | ČSL         | 3. vláda A. Švehly 1. vláda F. Udržala                                                                                    | 12. října 1926 – 7. prosince 1929     | Ministr pošt a telegrafů              |
| 10.    |  | Emil Franke      |            | ČSNS        | 2. vláda F. Udržala 1. vláda J. Malypetra 2. vláda J. Malypetra 3. vláda J. Malypetra 1. vláda M. Hodži 2. vláda M. Hodži | 7. prosince 1929 – 23. ledna 1936     | Ministr pošt a telegrafů              |
| 11.    |  | Alois Tučný      |            | ČSNS        | 2. vláda M. Hodži 3. vláda M. Hodži                                                                                       | 23. ledna 1936 – 22. září 1938        | Ministr pošt a telegrafů              |
| 12.    |  | Karel Dunovský   |            | nestraník   | 1. vláda J. Syrového | 22. září 1938 – 4. října 1938         | Ministr pošt a telegrafů              |

## Ministři pošt druhé československé republiky 1938–1939
| Pořadí |  | Jméno           | Fotografie | Strana    | Vláda                | Funkční období                   | Poznámky                                                                |
| ------ |  | --------------- | ---------- | --------- | -------------------- | -------------------------------- | ----------------------------------------------------------------------- |
| 1.     |  | Vladimír Kajdoš |            | nestraník | 2. vláda J. Syrového | 4. října 1938 – 1. prosince 1938 | Ministr pošt a telegrafů, pak samostatný rezort pošt a telegrafů zrušen |

## Ministři pošt poválečného Československa
| Pořadí |  | Jméno          | Fotografie | Strana | Vláda                                                                         | Funkční období                     | Poznámky |
| ------ |  | -------------- | ---------- | ------ | ----------------------------------------------------------------------------- | ---------------------------------- | --- |
| 1.     |  | František Hála |            | ČSL    | 1. vláda Z. Fierlingera 2. vláda Z. Fierlingera 1. vláda K. Gottwalda         | 4. dubna 1945 – 25. února 1948     | Ministr pošt |
| 2.     |  | Alois Neuman   |            | ČSS    | 2. vláda K. Gottwalda vláda A. Zápotockého a V. Širokého 2. vláda V. Širokého | 25. února 1948 – 11. července 1960 | Ministr pošt, od 30. dubna 1952 ministr spojů, pak samostatný rezort spojů zrušen a začleněn do ministerstva dopravy a spojů |

## Federální ministři spojů Československa
| Pořadí |  | Jméno             | Fotografie | Strana    | Vláda                                                                                   | Funkční období                    | Poznámky                                                                                                |
| ------ |  | ----------------- | ---------- | --------- | --------------------------------------------------------------------------------------- | --------------------------------- | --- |
| 1.     |  | Milan Smolka      |            | KSČ       | 2. vláda O. Černíka                                                                     | 1. ledna 1969 – 29. září 1969     | Ministr – předseda Výboru pro pošty a telekomunikace                                                    |
| 2.     |  | Karel Hoffmann    |            | KSČ       | 3. vláda O. Černíka 1. vláda L. Štrougala                                               | 29. září 1969 – 24. května 1971   | Ministr – předseda Výboru pro pošty a telekomunikace, od 1. ledna 1971 ministr spojů                    |
| 3.     |  | Vlastimil Chalupa |            | KSČ       | 1. vláda L. Štrougala 2. vláda L. Štrougala 3. vláda L. Štrougala 4. vláda L. Štrougala | 24. května 1971 – 16. června 1986 | Ministr spojů                                                                                           |
| 4.     |  | Jiří Jíra         |            | KSČ       | 5. vláda L. Štrougala                                                                   | 16. června 1986 – 20. dubna 1988  | Ministr spojů, pak samostatný rezort spojů zrušen a vytvořeno ministerstvo dopravy a spojů              |
| 5.     |  | Róbert Martinko   |            | nestraník | 1. vláda M. Čalfy                                                                       | 13. února 1990 – 27. června 1990  | Po transformaci ministerstva dopravy a spojů na ministerstvo dopravy pověřen řízením ministerstva spojů |
| 6.     |  | Theodor Petrík    |            | nestraník | 2. vláda M. Čalfy                                                                       | 27. června 1990 – 19. dubna 1991  | Ministr spojů                                                                                           |
| 7.     |  | Emil Ehrenberger  |            | KDH       | 2. vláda M. Čalfy                                                                       | 19. dubna 1991 – 2. července 1992 | Ministr spojů                                                                                           |
| 8.     |  | Antonín Baudyš    |            | KDU-ČSL   | vláda J. Stráského                                                                      | 2. července 1992 – 29. října 1992 | Ministr pověřený řízením ministerstva spojů                                                             |